# Vladimír Coufal
Vladimír Coufal (Ostrava, 22 de agosto de 1992) es un futbolista checo que juega de defensa en el TSG 1899 Hoffenheim de la 1. Bundesliga de Alemania.

## Selección nacional
Es internacional con la selección de fútbol de la República Checa. Debutó en 2017 en un amistoso frente a la selección de fútbol de Catar el 11 de noviembre de 2017.

### Participaciones en Eurocopas
| Copa          | Sede     | Resultado        | Partidos | Goles |
| ------------- | -------- | ---------------- | -------- | ----- |
| Eurocopa 2020 | Europa   | Cuartos de final | 5        | 0     |
| Eurocopa 2024 | Alemania | Primera fase     | 3        | 0     |

### Goles internacionales
| N.º | Fecha                   | Estadio                              | Rival      | Gol | Resultado | Competición                         |
| --- | ----------------------- | ------------------------------------ | ---------- | --- | --------- | ----------------------------------- |
| 1   | 4 de septiembre de 2020 | Tehelné pole, Bratislava, Eslovaquia | Eslovaquia | 0-1 | 1-3       | Liga de Naciones de la UEFA 2020-21 |

## Estadísticas

### Clubes
Actualizado al último partido disputado el 25 de mayo de 2025.
| Club                                   | Div.          | Temporada     | Liga  | Liga  | Copas nacionales | Copas nacionales | Copas internacionales | Copas internacionales | Total | Total |
| Club                                   | Div.          | Temporada     | Part. | Goles | Part.            | Goles            | Part.                 | Goles                 | Part. | Goles |
| -------------------------------------- | ------------- | ------------- | ----- | ----- | ---------------- | ---------------- | --------------------- | --------------------- | ----- | ----- |
| F. C. Hlučín · República Checa         | 2.ª           | 2010-11       | 14    | 0     | 0                | 0                | ―                     | ―                     | 14    | 0     |
| F. C. Hlučín · República Checa         | Total club    | Total club    | 14    | 0     | 0                | 0                | 0                     | 0                     | 14    | 0     |
| S. F. C. Opava · República Checa       | 2.ª           | 2011-12       | 13    | 1     | 0                | 0                | ―                     | ―                     | 13    | 1     |
| S. F. C. Opava · República Checa       | Total club    | Total club    | 13    | 1     | 0                | 0                | 0                     | 0                     | 13    | 1     |
| F. C. Slovan Liberec · República Checa | 1.ª           | 2012-13       | 10    | 0     | 1                | 0                | ―                     | ―                     | 11    | 0     |
| F. C. Slovan Liberec · República Checa | 1.ª           | 2013-14       | 21    | 0     | 1                | 0                | 4                     | 0                     | 26    | 0     |
| F. C. Slovan Liberec · República Checa | 1.ª           | 2014-15       | 13    | 0     | 3                | 0                | 3                     | 0                     | 19    | 0     |
| F. C. Slovan Liberec · República Checa | 1.ª           | 2015-16       | 27    | 1     | 5                | 0                | 10                    | 1                     | 42    | 2     |
| F. C. Slovan Liberec · República Checa | 1.ª           | 2016-17       | 17    | 0     | 0                | 0                | 10                    | 2                     | 27    | 2     |
| F. C. Slovan Liberec · República Checa | 1.ª           | 2017-18       | 30    | 2     | 3                | 0                | ―                     | ―                     | 33    | 2     |
| F. C. Slovan Liberec · República Checa | Total club    | Total club    | 118   | 3     | 13               | 0                | 27                    | 3                     | 158   | 6     |
| S. K. Slavia Praga · República Checa   | 1.ª           | 2018-19       | 28    | 3     | 0                | 0                | 11                    | 1                     | 39    | 4     |
| S. K. Slavia Praga · República Checa   | 1.ª           | 2019-20       | 32    | 3     | 1                | 0                | 9                     | 0                     | 42    | 3     |
| S. K. Slavia Praga · República Checa   | 1.ª           | 2020-21       | 5     | 0     | 0                | 0                | 2                     | 0                     | 7     | 0     |
| S. K. Slavia Praga · República Checa   | Total club    | Total club    | 65    | 6     | 1                | 0                | 22                    | 1                     | 88    | 7     |
| West Ham United F. C. Inglaterra       | 1.ª           | 2020-21       | 34    | 0     | 2                | 0                | ―                     | ―                     | 36    | 0     |
| West Ham United F. C. Inglaterra       | 1.ª           | 2021-22       | 28    | 0     | 2                | 0                | 4                     | 0                     | 34    | 0     |
| West Ham United F. C. Inglaterra       | 1.ª           | 2022-23       | 27    | 0     | 1                | 0                | 10                    | 0                     | 38    | 0     |
| West Ham United F. C. Inglaterra       | 1.ª           | 2023-24       | 36    | 0     | 4                | 0                | 7                     | 0                     | 47    | 0     |
| West Ham United F. C. Inglaterra       | 1.ª           | 2024-25       | 22    | 0     | 3                | 0                | ―                     | ―                     | 25    | 0     |
| West Ham United F. C. Inglaterra       | Total club    | Total club    | 146   | 0     | 12               | 0                | 21                    | 0                     | 179   | 0     |
| Total carrera                          | Total carrera | Total carrera | 356   | 10    | 26               | 0                | 70                    | 4                     | 452   | 14    |

## Palmarés

### Títulos nacionales
| Título                     | Club                 | País            | Año  |
| -------------------------- | -------------------- | --------------- | ---- |
| Copa de la República Checa | F. C. Slovan Liberec | República Checa | 2015 |
| Fortuna liga               | S. K. Slavia Praga   | República Checa | 2019 |
| Copa de la República Checa | S. K. Slavia Praga   | República Checa | 2019 |
| Fortuna liga               | S. K. Slavia Praga   | República Checa | 2020 |

### Títulos internacionales
| Título                             | Club                  | Sede  | Año  |
| ---------------------------------- | --------------------- | ----- | ---- |
| Liga Europa Conferencia de la UEFA | West Ham United F. C. | Praga | 2023 |